# Huy chương Wallenberg
Huy chương Wallenberg là một giải thưởng của Đại học Michigan, Hoa Kỳ dành cho những người hay tổ chức có cống hiến xuất sắc cho mục tiêu nhân đạo.
Huy chương Wallenberg được lập ra năm 1990 và đặt theo tên Raoul Wallenberg, một nhà ngoại giao Thụy Điển - cựu sinh viên của Đại học Michigan - người đã cứu hàng ngàn người Do Thái ở Hungary khỏi holocaust trong Chiến tranh thế giới thứ hai.
Huy chương được làm bằng đồng mạ vàng, do giáo sư Jon Rush thiết kế. Mặt trước là hình chân dung Raoul Wallenberg với câu "One Person Can Make a Difference". Mặt sau là hình con dấu của trường với hàng chữ "Raoul Wallenberg, niên khóa 1935".

## Những người đoạt Huy chương Wallenberg
- Elie Wiesel (1990)
- Jan Karski (1991)
- Helen Suzman (1992)
- Tenzin Gyatso, 14th Dalai Lama (1994)
- Miep Gies (1994)
- Per Anger (1995)
- Marion Pritchard (1996)
- Simha Rotem (1997)
- John Lewis (1999)
- Nina Lagergren (2000)
- Marcel Marceau (2001)
- Kailash Satyarthi (2002)
- William "Bill" Basch (2003)
- Heinz Drossel (2004)
- Paul Rusesabagina (2005)
- Luise Radlmeier (2006)
- Sompop Jantraka (2008)
- Desmond Tutu (2008)
- Lydia Cacho (2009)
- Denis Mukwege (2010)
- Aung San Suu Kyi (2011)
- Maria Gunnoe (2012)